# جلين تورنر
جلين تورنر (بالإنجليزية: Glyn Turner)‏ هو لاعب دوري الرغبي بريطاني، ولد في 22 مارس 1947 في Nantyglo ‏ في المملكة المتحدة.